# Pedro Farías Gómez
Pedro Farías Gómez (10 de marzo de 1942 - 8 de agosto de 2004) fue un destacado músico y cantante de música folklórica de Argentina. Integró Los Huanca Hua, grupo que dirigió hasta su fallecimiento y que se caracterizó por su estilo vanguardista e innovador en la forma de interpretar la música de raíz folklórica y especialmente por introducir la polifonía en el folklore argentino y latinoamericano.

## Biografía
Pedro Farías Gómez nació en el partido de San Isidro de la provincia de Buenos Aires, en el seno de una familia de músicos y artistas.
En 1960 formó el grupo Los Huanca Hua junto con su hermano Chango Farías Gómez, Hernán Figueroa Reyes, Carlos del Franco Terrero y Guillermo Urien. Luego también se sumaría al mismo su hermana Marián Farías Gómez, reemplazando a Figueroa Reyes. El grupo revolucionó el modo de interpretar la música folclórica, mediante complejos arreglos vocales, introduciendo la polifonía y el uso de fonemas y onomatopeyas para marcar el ritmo. 
En 1964 grabó con Los Huanca-Hua el álbum Misa criolla reducida para cinco voces por su hermano el Chango.
En 1966 sus hermanos se alejaron de Los Hunca Hua, debido a lo cual él quedó a cargo de la dirección del mismo hasta su fallecimiento en 2004. Fue director artístico del sello discográfíco Cabal.
Falleció el 8 de agosto de 2004 a raíz de un paro cardíaco en el Hospital de Tigre. Se encuentra sepultado en cementerio Jardín de Paz de Pilar.

## Obra

### Con Los Huanca Hua
1. Folklore argentino, 1961
2. Folklore argentino Vol 2, 1962
3. Los Huanca Hua Vol 3, 1963
4. La misa criolla, 1965
5. Los Huanca Hua Vol 4, 1967
6. El porqué de los Huanca Hua, 1969
7. Folklore argentino, 1970
8. La década de los Huanca Hua, 1971
9. Guitrra, vino y rosas, 1973
10. Del sal y canto, 1974
11. Musica Argentina, 1975
12. Proyecciones, 1980
13. Despues del silencio, 2001

## Relaciones familiares
Los músicos Enrique “Tata” Farías Gómez (El huachito) y Pocha Barros (María Pueblo) fueron sus padres. Los músicos Chango Farías Gómez y Marián Farías Gómez son sus hermanos. Los músicos Sebastián Farías Gómez y Gabriel Martín Farías Gómez son sus hijos. El músico Juancho Farías Gómez y Facundo Farías Gómez (el Changuito), percusionista de la banda de rock Los Piojos, son sus sobrinos.